# レースクイーン

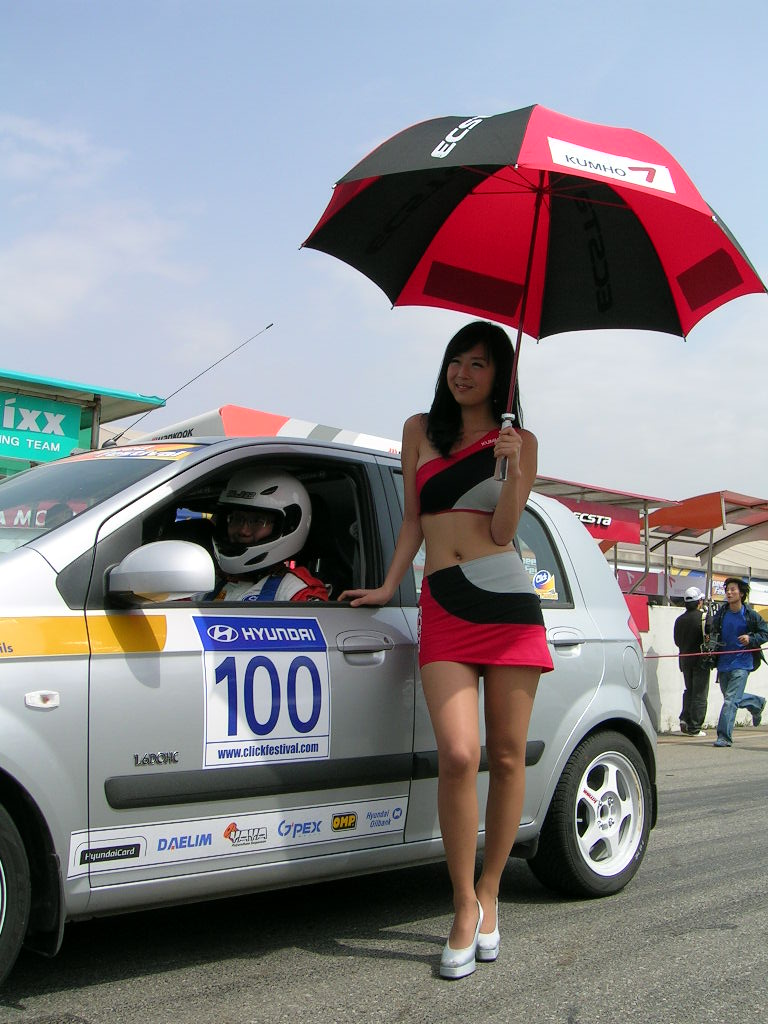
レースクイーン

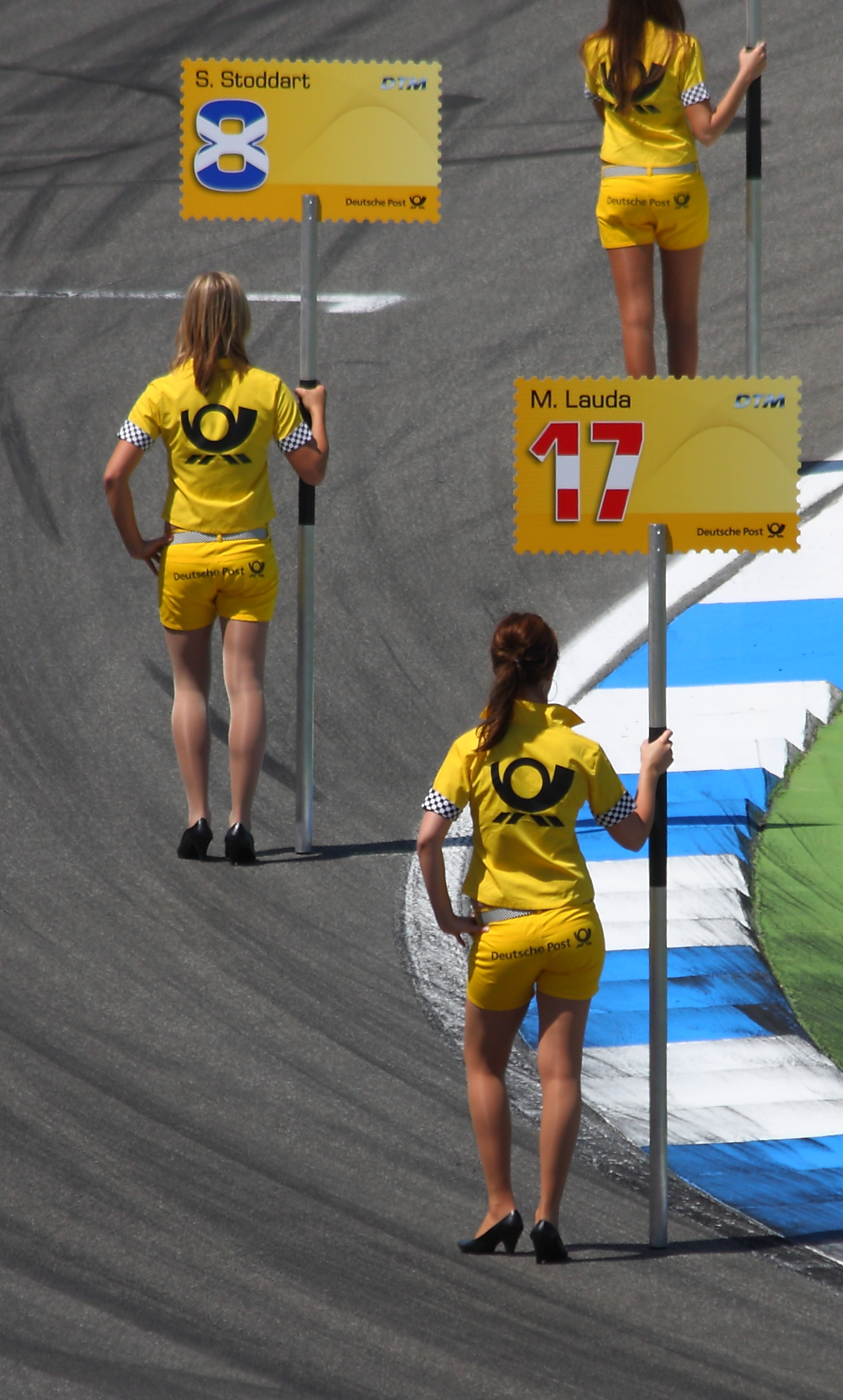
こちらはレースクイーンではなく、主催者が雇ったグリッドガール（ドイツツーリングカー選手権）

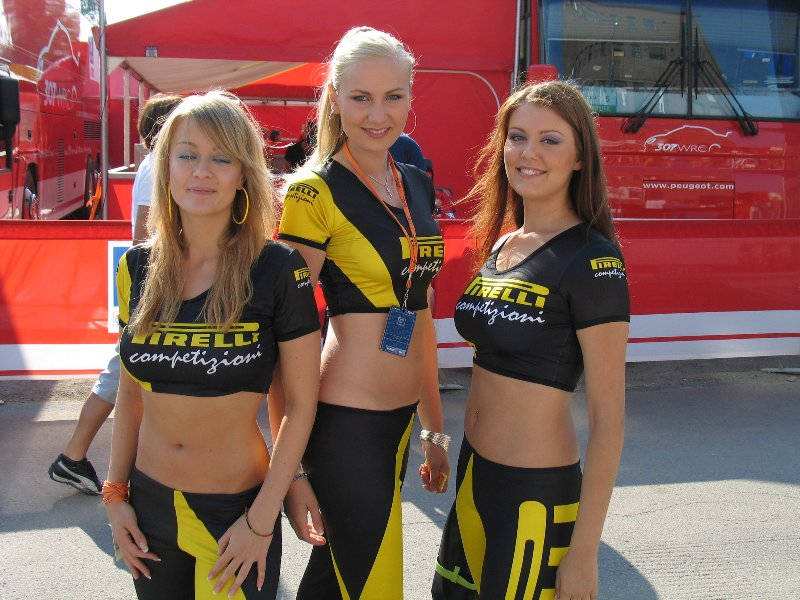
3人が並んでいるレースクイーン

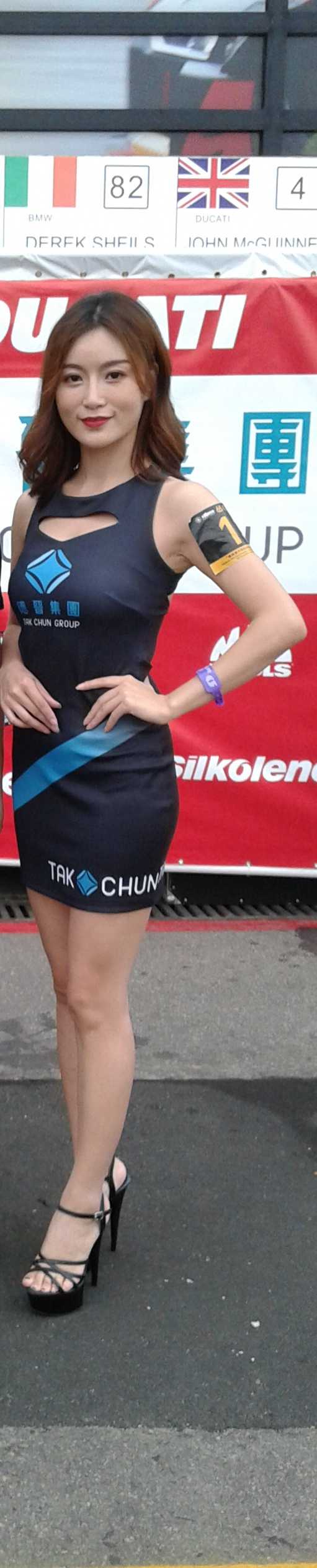
マカオグランプリ

レースクイーン（race queen）は、モータースポーツに参戦する各チームのスポンサーのコンパニオンである。「RQ」と略される場合もある。
レース前配置（グリッド）を案内するため、レーサーの名前と番号が書かれたプラカードを持っている係員は、主催者が雇ったグリッドガール（Grid-Girl）である。

## 概要
元々はレース主催者などに雇われた（選ばれた）数名の女性（例えば鈴鹿サーキットクイーン等）で、優勝者の表彰などレース運営の中で一定のシンボル的役目を担う者を指す言葉だったが、現在ではそれらの女性をサーキットクイーンと呼び、チームに雇われたキャンペーンガール（キャンギャル）をレースクイーンと呼ぶようになっている。また「レースクイーン」という用語は元々英語のPromotional modelのサーキット版というニュアンスで作られた和製英語で、英語では上記の「Promotional model」に加え「Paddock girls」などの名称が用いられている。しかし昨今では性差別の観点から、先進国では廃止の方向性にある。
レースクイーンの分類としては、純粋にレースクイーンだけを生業とする者がいる一方で、学生やその企業の従業員が兼業で就業することもままある。また、タレントや俳優として名を成した者もしくはグラビアアイドルなどでデビューした後に年契約でレースクイーンを務める、コスプレイヤーやネットアイドルといった「アイドル予備軍」が参入する、など経歴や形態が多様化している。

## 歴史
競技スポーツにおける、入賞者にトロフィーを授けキスをするという表彰台ガール (en:Podium girl) は、20世紀初頭より自転車レースのツール・ド・フランスで有名になった。このようにレースの勝者を英雄として美しい女性が栄冠（トロフィーや月桂冠）を与えるという形態は古代ギリシアより存在した。1950年代にはシャンパンシャワーも行われるようになった。
モータースポーツにおいては、戦後しばらくは女性は開会式や表彰式のアシスタントとして従事する程度であった。1960年代頃より、モデルの女性がF1やル・マンなどのレーストラックに登場するようになり、チームでコスチュームを統一したマスコットガールも見られるようになる。1960年代後半に小川ローザらがNETスピードカップなどでサーキットモデルとしてアシスタント（主にトヨタレーシングチームのマスコットガール）として活躍したのが日本式レースクイーンの起源といわれている。海外でもレーストラックのモデルやグリッドガールは同時期に存在していたが、小川ローザがレースクイーンの起源とされるようになったのは、1969年に放映された小川が白いヘルメットにミニスカ姿で車を運転し「Oh! モーレツ」の決め台詞で出演した丸善石油のCMが国内で一世を風靡した影響が大きい。
F1グランプリにおいては、遅くとも1971年のスペイングランプリには、スパンデックスのタイトなボディフィットのユニフォームを着たレースピットのコンパニオンガールが登場するようになる。1973年のF1イギリスグランプリでは、チーム・ロータスのスポンサーであったタバコ会社en:John Player & Sonsによるブランド名の入ったタイトTシャツとホットパンツ姿のキャンペーンガールたちがレーストラックに登場した。この時、大雨に見舞われた際にモデルたちが黄色いホットパンツとお揃いの黄色い傘をさすショットも見られた。それに続き、タバコ会社マルボロのキャンペーンガール、通称マルボロ・ガールズやR.J.レイノルズのキャメル・ガールズもF1に登場するようになった。このように1970年代のレースチームスポンサーによるキャンペーンガールは、タンクトップとホットパンツのスタイルが主流であった。
1983年のル・マン24時間レースでは、スポンサーの日焼けローション会社en:Hawaiian Tropicによるブランド名入りのタスキにビキニを着たキャンペーンガール、通称ハワイアン・トロピック・ガールズがレーストラックに登場した。続いて1984年に開催された日本最高峰のオートバイ耐久レース「鈴鹿8時間耐久ロードレース」では、一部チームのキャンペーンガールがチーム名のロゴマークを入れた水着を着て応援し、話題となった。以降、各チームのキャンペーンガールが水着やレオタードにスポンサーの広告を掲げるようになったことから日本のレースクイーン文化は本格化した。
1980年代後半のバブル経済絶頂期に入ると、チームやスポンサー企業のロゴが入った極めて布地面積が少ないハイレグ・レオタードを身に纏った女性たちがサーキットに多数出現し、人気を博した。それ以降、このようなスタイルがレースクイーンの主流として定着した。特にオートバイのレーシングチームでキャンペーンガールを務めた飯島直子と岡本夏生の大ブレイクで、レースクイーンはサーキットを飛び出して様々な舞台へと進出するようになっていった。日本のレースクイーンは芸能界、人気タレントやアイドル特に映画女優への登竜門的存在となっている。当時は日本以外の国では余り存在しておらず、レースクイーンは日本が発祥の地であると言われ、次第と海外のレースにも広がった。海外では、90年代後半から2000年代初頭に、F1チームジョーダン・グランプリのグリッドガール、通称ジョーダン・ガールズが注目を浴びた。

## 現状
現在はレースクイーンを多く輩出する芸能事務所が多数あり、レースが行われない週末のカメラ小僧向けのアマチュア撮影会に所属のレースクイーンをモデルとして出演させて収益を得る、といったことが行われている。そのため最近では、レースはスポンサーアピールだけでなく、撮影会の集客の宣伝の場ともなっている。また、ワンエイトプロモーション、フェスタソーレ、エモーションカンパニーなどレースクイーンに特化したタレントマネージメント・撮影会事業を展開する業者も登場している。
逆に「レースクイーン」の肩書き欲しさに、イベントコンパニオン関連の事務所（中でもパチンコ系のイベント会社）が自社の資金でレーシングチームのスポンサーとなり、自社のコンパニオンをレースクイーンに起用するといった例も見られる。過去にはAV女優をレースクイーンとしたソフト・オン・デマンドの例（2002年のフォーミュラ・ニッポンで山本清大をスポンサードした）もあるが、当時プレスのみならずレース関係者、一般の観客の間からも激しい批判が起こった。
国内モータースポーツで一番動員力があるSUPER GT（旧全日本GT選手権）は注目度も高いため、年々レースクイーンの数も増加の一途をたどった。特に2003年には飽和状態に達し、1レースで200名以上、1台のマシンに10名以上が立つチームも現れたことから、翌2004年以降は競技の進行を円滑に行うため、1台に対する人数の規定が設けられた。しかし、1レースに立てるのが4人だけで、実際は2007年までは5人以上登録していたチームも存在したため、全体で160〜180人程度いた。2008年に正式に公式規則で登録できるのが1シーズン4名までと規定され、人数も100人程度に減少した。（2008年から2011年までは4名まで、2012年より6名まで、2016年から登録人数は8人に緩和、1レースに立てるのは6人で変わらず）
そもそも日本で行われるレースが少ないことやレースクイーンとしてのギャランティーも下落している。岡本夏生・飯島直子らが人気レースクイーンとして活躍していたバブル期はレースウィークだけでも数十万円という時代はあったが、1990年代後半は所属事務所がレースクイーンになりたいモデルを無料で送り出すケースも出始め、ギャラのケタも一つ少なくなった。狭き門のオーデションを通過してレースクイーンになってもレースのない時期はイベントコンパニオン・撮影会モデルや、一般企業のOLなどの副業で生計を立てる者がほとんどである。
1990年代後半から、「レースクイーン・キャンギャル情報誌」を名乗る書籍（雑誌、ムック等）が雨後の筍のごとく次々と創刊されたが、大方ほんの数年で軒並み休刊・廃刊に追いやられている。しかし、『オートスポーツ』別冊として当初スタートした『ギャルズパラダイス』などはモーターショーや見本市のコンパニオンとして出演するモデル達も取りあげることで現在も発行を続けている。

## 世界での状況
欧米では「Paddock Girls」「Grid Girls」等の名称で、決勝レース時のダミーグリッドでの看板持ちなどに女性を起用することが多いが、これは基本的にレース主催者側が用意するもので、日本のレースクイーンのように各チームと契約して、胸を強調するような服を着てレース毎に帯同する形態とは異なる。
ただ欧米ではこれらの女性についても「性差別の象徴」とみなして批判する意見があり、実際にFIA 世界耐久選手権（WEC）では2015年よりグリッドガールを原則廃止している（ただし富士スピードウェイで行われる日本ラウンドでは、2017年現在もグリッドガールが存在している）。
F1でも2015年ブラジルグランプリでは「女性だけを起用するのは不公平」との意見から「Grid boy and girl」として男女混在形式が導入されたほか、2017年末にはWEC同様にグリッドガールを原則廃止すべきとの議論が巻き起こった（ただしドライバーやチーム関係者はこれに反対している）。

## 廃止
- 鈴鹿サーキットクイーンは2020年末を持って活動及び新規募集を終了した[8]。
- 性差別に関するマナーは欧米は当然のごとく、ユーラシア・アジアでも非常に厳しくみられる傾向が21世紀に入り急激に強まっており、グリッドガールはその批判の先頭に立たされてきたこともあって、2018年1月31日、フォーミュラ1は「現代の社会規範にそぐわない」として2018年シーズンからグリッドガール(レースクイーン)の廃止を決定した[9]。グリッドガールに代わって「グリッドキッズ」を導入した[10]。グリッドボーイを試験的に導入したうえでの変更であった。
- 日本でも、レースクイーン自体の廃止にまでは至らないものの、名称変更や対象の拡大等で批判をかわそうという動きがある。一例としてSUPER GTでは、2024年より従来のレースクイーンに相当する人物を「レースアンバサダー」と呼称し、対象を女性に限らないなどの変更を行う[11][12]。

## コスチュームの変遷
コスチュームのデザインは、同じチーム・スポンサーであっても毎年細部を含めて変更されており、その時代の流行が多く反映されている。

### 1980年代以前
サーキットのイメージガールである、本来のレースクイーンの活躍が見られた時期。
コスチュームはTシャツかタンクトップとホットパンツの組み合わせに、足元はブーツといういでたちが一般的。季節によって、丈の短いジャケットが加わる場合もある。たすきは必携で、時代やサーキットによっては、ミニスカートやティアラも見られる。
まだロングヘアはあまり見られない。

### 1980年代から1990年代前半
当時のエアロビクスブームの影響から、足ぐりの角度を極端に上げたハイレッグカット（ハイレグ）のワンピース型レオタードが主流となり、これにスポンサー名を直接プリントするか、またはたすきが用いられる。下には海外製を中心とした、ジャズダンス用のマチの見えない光沢のあるストッキングが組み合わされた。また、Tバックタイプのレオタードを着用するレースクイーンも多く見られた。
ピンヒールと大きな傘、そして当時流行の髪形（初期はレイヤー、その後ワンレンやソバージュ）とともに、レースクイーンの象徴的なスタイルとして強い印象を与えた。フェイスメイクは色黒、太眉が主流であった。

### 1990年代後半
ハイレグ路線から転換し、極端なミニスカートのワンピースが主流となる。スパンデックス素材で作成された体のラインがそのままに出るものから、徐々にエナメル素材（PVC）のものへと変化していった。
ワンピースの利点は布地面積が広いことであり、スポンサーロゴが大きくプリントされ、企業やチームカラーで色とりどりにデザインされた。大きな襟が付いていることも特徴的だった。
ハイレグに代わるセクシーさを求め、大胆なスリットを設けたり、バストの部分をくり抜き、谷間を強調するデザインが現れた。

### 2000年代初頭
大きな変化としてはワンピースからセパレートタイプへの移行が挙げられる。ウエスト部分を露出したアンダーバストまでの上衣（ホルターネック・チューブトップ・ハーフトップやキャミソールが中心）とミニスカートに、ブーツ（夏季はサンダル）、春や秋には七分袖丈の上着を合わせるというスタイルが主流となった。ワンピース時代と比べスポンサーロゴは小さくなったが、カラーリングの組み合わせが容易になった。
またパンツスタイルも採用されるようになり、長ズボン（スラックス）と短いホットパンツに大別される。この場合もサイドを網状にしたりカッティングしたりするなど大胆な露出が施されていた。

### 2000年代後半
引き続きセパレートタイプが主流となっているが、色や素材の違うパターンを織り込んで縫製された、細部にわたる複雑なデザインのものへと変化している。またショートパンツはローライズタイプが主流となっている。またアクセサリー・帽子・上着もチームによってさまざまに取り入れられている。さらにスポンサーによってはドレスやメイド服、セーラー服など、萌え系コスプレを意識したデザインも登場しており、露出一辺倒からの転換がうかがえる。

## レースクイーンのイベント
- レースクイーン・オブ・ザ・イヤー
- 日本レースクイーン大賞

## レースクイーン出身タレント（五十音順）
「Category:レースクイーン」「Yahoo 検索エンジン」も参照
- 相川友希
- あいざわかおり（相沢かおり）
- 相沢菜々子
- 相沢まき（矢野麻衣子）
- あいだあい（藍田愛）
- 蒼雪乃
- 葵ゆりか
- 青山めぐ
- 阿久津真央
- あのん
- あべみほ
- 天野ちよ[13][14][15]
- 荒井華奈
- 荒井つかさ
- あらた唯（新唯←小林唯叶）
- 有栖未桜
- 明璃奈（星乃ゆん）
- 有馬綾香
- 有馬奈那[16][17]
- 飯島直子
- 生田ちむ
- 一色亜莉沙
- いとうりな
- インリン
- 牛川とこ
- 江藤菜摘
- 遠藤賀子
- オ・ユナ（韓国人女優）
- 央川かこ
- 太田麻美
- 大矢真夕
- 岡田文栄
- 岡本夏生
- 緒川たまき
- おしの沙羅（忍野さら）
- おのののか（タレント、元東京ドームの売り子）
- 柏木美里
- 片石貴子
- 片瀬ゆき
- 加藤紗里
- 上福ゆき
- 河上智子（2003年度レースクイーン・オブ・ザ・イヤー）[18][19]
- 川崎あや
- 川瀬もえ
- 川村那月
- 北川美麗
- 清瀬まち
- 霧島聖子
- 熊江琉衣（熊江琉唯）
- 栗原みさ
- 久留須ゆみ
- くるす蘭[20][21]
- 黒木麗奈
- 黒沢美怜
- 黒田万結花
- 小嶋みやび
- 後藤佑紀
- KONAN
- 近藤千種
- 近藤みやび
- 斉藤優香（斉藤優）
- 沙倉しずか
- さくらこ
- 佐崎愛里
- 佐々木美乃里
- 佐々木萌香
- 佐藤ゆりな
- 里中あや
- 佐野真彩
- 澤井玲菜
- 沢木涼子
- 澤田実架
- 渋谷千賀
- 清水りさ
- 新庄千歳
- 杉浦未幸
- 杉本彩
- 涼雅
- 鈴木史華
- 鈴々木保香
- 須之内美帆子
- 瀬長奈津実
- 芹沢まりな
- 相馬茜
- 高島礼子
- 高杉さと美（高杉さとみ）
- 貴村真夕子
- 立花サキ
- 辰巳ゆい（AV女優、タレント、女優へ転身）
- 丹野友美
- ちぱる（水野ちはる）
- 知本真以子
- 都築あこ
- 遠野千夏
- 永島さや佳
- 永瀬あや
- 永浜いりあ
- 中村アン
- 夏本あさみ
- 名取くるみ
- 菜々緒
- 七生奈央
- 七瀬なな
- 名波はるか
- 成沢紫音
- 西村いちか
- 橋本雪乃
- 葉月美優
- はまだこう（浜田コウ）
- 浜田翔子
- 林紗久羅
- 林ゆめ
- 早瀬あや
- 原久美子
- はらことは
- 原田まりる（原田まり）
- 春菜めぐみ
- 番ことみ
- 日南まみ
- 日野礼香
- 比留川マイ
- 福愛美
- 福江ななか
- 福岡みもれ
- 福田淳子
- 福山理子
- 藤井マリー
- 藤木由貴
- 古川あおい
- 古川真奈美
- 古崎瞳
- 穂川果音
- 細川ふみえ
- ぽぽちゃん（雛乃ぽぽ）[22][23]
- 堀尾実咲
- 堀口としみ
- 益子梨恵
- 益田アンナ
- 松田蘭
- 松本麻実
- 丸山えり
- 三浦りさ子（設楽りさ子、サッカー選手・三浦知良夫人）
- 三城千咲
- 三島ゆかり
- 水谷さくら（実姉の仁科百香もレースクイーン）
- 水谷望愛
- 三瀬真美子
- 三井ゆり
- 美月ちか（美月千佳）
- 水瀬琴音
- 美波千夏
- 南真琴
- 宮越愛恵
- 村岡沙耶香
- 村上麻莉奈
- 室井佑月（作家、テレビコメンテーター）
- 森咲智美（森智美）
- 森下千里
- 森脇亜紗紀
- 森脇梨々夏
- 諸岡愛美
- 矢代梢
- 安枝瞳
- 安田七奈
- 柳本絵美
- 八伏紗世
- 山口由紀子
- 山﨑みどり
- 横田りか
- 吉岡美穂
- 吉永千夏（後藤知恵）
- 米倉みゆ
- リア・ディゾン
- 若槻千夏（全日本GT選手権イメージガール）
- 渡辺順子